# Дружинин, Яков Александрович (генерал)
Яков Александрович Дружинин (1830—1902) — генерал от артиллерии, военный педагог.

## Биография
Родился 9 (21) декабря 1830 года.
В 1851 году из Михайловского артиллерийского училища был выпущен подпрапорщиком в лейб-гвардии 1-ю артиллерийскую бригаду. В 1856 году был прикомандирован к Пажескому корпусу (с 1862 — штабс-капитан, с 1863 — капитан, с 19.04.1864 — полковник) и с 28 мая 1865 года был в нём инспектором классов, до своего производства в генерал-майоры и назначения 8 августа 1873 года — начальником приготовительного пансиона Николаевского кавалерийского училища, который в 1878 году стал самостоятельным учебным заведением, а в 1882 году был преобразован в Николаевский кадетский корпус. До 1900 года Дружинин руководил корпусом (с 30.08.1892 — генерал-лейтенант) и много усилий потратил на заботы о кадетах. Н. С. Лесков в фельетоне «Скрытая теплота» («Новое время». — 2 января 1889. — № 4614), настолько правдиво описал отношение директора кадетского корпуса к детям, что современники прямо указывали на Дружинина, как на героя этого рассказа. В памяти сослуживцев Дружинина сохранились слова, которые он часто повторял, когда шёл разговор об исключении воспитанника из корпуса: «Да, господа, выгонять легко, а вот воспитывать — трудно». В 1900 году бывшими питомцами корпуса и их родителями было учреждено «Общество вспомоществования бывшим воспитанникам Николаевского корпуса», при котором был образован фонд имени Дружинина.
С 6 апреля 1900 года, оставаясь в списках Николаевского кадетского корпуса, был почётным опекуном в Ведомстве учреждений императрицы Марии.
Генерал от артиллерии — с 06.12.1902.
Был женат и имел дочь.
Умер 12 (25) декабря 1902 года. Похоронен на Волковском кладбище.

## Награды
- орден Св. Станислава 3-й ст. (1859)
- орден Св. Анны 3-й ст. (1861)
- орден Св. Станислава 2-й ст. (1863), императорская корона к ордену (1865)
- орден Св. Анны 2-й ст. (1868)
- орден Св. Владимира 4-й ст. (1870)
- орден Св. Владимира 3-й ст. (1876)
- орден Св. Станислава 1-й ст. (1880)
- орден Св. Анны 1-й ст. (1883)
- орден Св. Владимира 2-й ст. (1885)
- орден Белого орла (1896)
- орден Св. Александра Невского (1899)

Кроме российских наград у него были: «Бухарск. Восх. Зв. 1 1893; Зол. зв. с алм. 1896; Бухарск. кор. с алмаз. 1900»[прояснить].